# Sergey Nikolsky
Sergey Mikhailovich Nikolsky (em russo:  Серге́й Миха́йлович Нико́льский; Talitsa, 30 de abril de 1905 — 9 de novembro de 2012) foi um matemático russo. Ele nasceu em Talitsa, que na época estava localizada em Kamyshlovsky Uyezd, Perm, Império Russo. Ele era um acadêmico desde 28 de novembro de 1972. Ele também havia ganhado muitos prêmios científicos. Aos 92 anos, ele ainda estava ativamente dando palestras no Instituto de Física e Tecnologia de Moscou. Em 2005, ele estava apenas dando palestras em conferências científicas, mas ainda trabalhava no MIPT, aos 100 anos. Ele morreu em Moscou em novembro de 2012 aos 107 anos.

## Atividades científicas
Nikolsky fez contribuições fundamentais para a análise funcional, aproximação de funções, fórmulas de quadratura, espaços funcionais fechados e suas aplicações para soluções variacionais de equações diferenciais parciais. Ele criou uma grande escola científica da teoria das funções e suas aplicações. Ele é autor de mais de 100 publicações científicas, incluindo 3 monografias, 2 livros escolares e 7 livros escolares.

## Publicações selecionadas
- Aproximação de funções de várias variáveis e teoremas de incorporação, Springer Verlag 1975 (original russo, Nauka, Moscou 1969)
- Tratado sobre o operador de turno, Springer Verlag 1986 (original em russo, Moscou 1980)
- Operadores, funções e sistemas. Uma leitura fácil. Volume 1: Hardy, Hankel e Toeplitz, American Mathematical Society 2002
- mit Valentin Petrovich Ilyin e Oleg Besov: Representação integral de funções e teoremas de incorporação, 2 vols., Wiley 1978, 1979
- como editor: Teoria e aplicações de funções diferenciáveis de várias variáveis, American Mathematical Society 1967
- Quadrature formulas, Delhi, Hindustan Publ. Corp. 1964
- Курс математического анализа (Curso de análise matemática, Russo), 2 vols., Nauka 1975
- com Ya. S. Bugrov  [ ru ]: Equações diferenciais, integrais múltiplos, séries, teoria das funções de uma variável complexa, Mir Publ., Moscou 1983